# Walisische Frauen-Rugby-Union-Nationalmannschaft
Die walisische Frauen-Rugby-Union-Nationalmannschaft (englisch Wales women's national rugby union team; walisisch Tîm rygbi'r undeb cenedlaethol merched Cymru) ist die Nationalmannschaft von Wales in der Sportart Rugby Union und repräsentiert das Land bei allen Länderspielen (Test Matches) der Frauen. Die organisatorische Verantwortung trägt die Welsh Rugby Union (WRU). Das Team nimmt an den jährlichen Six Nations teil, zusammen mit England, Frankreich, Irland, Italien und Schottland.
Wales spielte sein erstes Test Match 1987 gegen England. Seine wichtigsten internationalen Auftritte hat das Team bei den alle vier Jahre stattfindenden Weltmeisterschaften. Die Waliserinnen qualifizierten sich für acht der bisher neun ausgetragenen Turniere und verpassten nur die WM 2006; 1994 erreichten sie mit dem vierten Platz ihr bestes Ergebnis. Traditionell spielt Wales in scharlachroten Trikots mit weißen Hosen und roten Socken. Eine ehemalige Spielerin wurde in die World Rugby Hall of Fame aufgenommen.

## Organisation
Verantwortlich für die Organisation von Rugby Union in Wales ist die 1881 gegründete Welsh Rugby Union (WRU). 1886 gründete die WRU zusammen mit der Irish Rugby Football Union (IRFU) und der Scottish Rugby Union (SRU) das International Rugby Football Board (IRFB; heute World Rugby). Außerdem trat die WRU 1999 dem europäischen Kontinentalverband Fédération internationale de rugby amateur (FIRA; heute Rugby Europe) bei.

## Geschichte

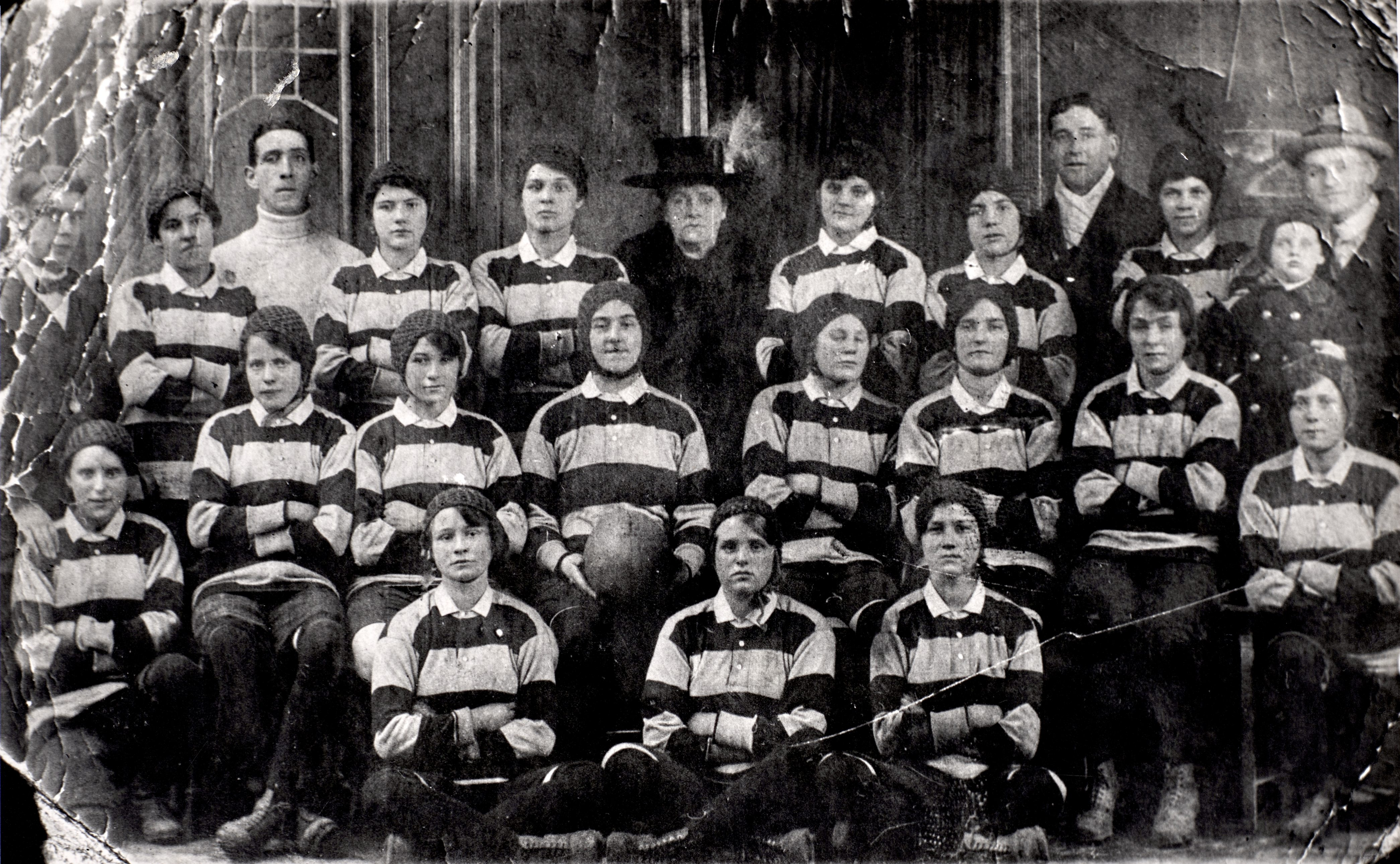
Die Cardiff Ladies am 15. Dezember 1917. Das Foto gilt als das älteste einer Frauenrugbymannschaft

Bereits im 19. Jahrhundert zeigten walisische Frauen großes Interesse am Rugby. Dementsprechend wurde die neue Tribüne des Cardiff Arms Park „dem Komfort der Damen“ renoviert und ein Reporter berichtete, das „ein ganzes Drittel“ der Zuschauer im Stradey Park, Llanelli, Frauen seien. 1905 berichtete ein englischer Journalist für die Daily Mail über das Spiel der Original All Blacks gegen den Newport RFC in der Rodney Parade „Wenn man sich die fachkundige weibliche Kritik ansieht, die das Spiel am Samstag begleiten, dann weiß die durchschnittliche Frau in Newport offenbar genauso viel über das Rugby-Wesen wie jeder durchschnittliche Mann.“
Obschon es unbekannt ist, wann erstmals ein Frauenrugbysiel stattfand, erfuhr das Frauenrugby während des Ersten Weltkrieges große Bekanntheit, da viele männliche Spieler einberufen wurden. Eines der ersten dokumentierten Spiele wurde am 16. Dezember 1917 im Cardiff Arms Park ausgetragen, bei dem die Cardiff Ladies (deren Team vollständig aus Arbeiterinnen der Hancocks Brewery bestand) die Newport Ladies mit 6:0 schlugen. Maria Eley spielte als Schlussfrau für Cardiff, wurde die älteste Rugbyspielerin und sie starb 2007 im Alter von 106. Ein Foto der Cardiff Ladies vom 15. Dezember 1917 gilt als das älteste einer Frauenrugbymannschaft und befindet sich in der Sammlung des Cardiff Rugby Museum.
Am 5. April 1987 spielte die erste offizielle walisische Frauenrugbymannschaft unter ihrer Kapitänin Liza Burgess gegen England im Pontypool Park. Vor 1987 wurden walisische Spielerinnen für Großbritannien berufen für ein Spiel gegen Frankreich 1986 im Athletic Ground. Das Team Großbritannien bestritt bis 1990 mehrere Spiele und gewann sein letztes Spiel gegen Italien. Wales traf seit 1987 jährlich auf England.
Wales war Gastgeber der ersten Weltmeisterschaft 1991 in Cardiff und das Plate-Viertelfinale erreicht. Bei der darauffolgenden Weltmeisterschaft 1994 mit dem vierten Platz das bisher beste Ergebnis. 1998 übernahm das International Rugby Board (IRB; heute World Rugby) die Organisation des Turnieres, das in dem Jahr Neuseeland gewann.
1994 gründete sich die Welsh Women's Rugby Union (WWRU) zur Förderung und Entwicklung des Frauenrugby in Wales; die anderen drei Home Nations übernahmen ebenfalls die Organisation des heimischen Frauenrugby, womit die Funktion der WRFU beendet wurde. Zum selben Zeitpunkt schloss sich die WWRU mit der Welsh Rugby Union (WRU) zusammen. Mit der Gründung der vier Verbände für das Frauenrugby im Vereinigten Königreich erfolgte auch die Einführung der Women’s Home Nations, das erstmals 1995 ausgetragen wurde. In den ersten Jahren gelangen den Waliserinnen lediglich Siege über die Irinnen. Die Waliserinnen waren auch das einzige Rugbyteam aus Wales, das eine Serie in Südafrika gewinnen konnte, als sie die Serie gegen die Südafrikanerinnen 1994 mit 2:0 gewannen.
Zwischen 2004 und 2006 führte die Entscheidung, lediglich in Wales aktive Spielerinnen für die Nationalmannschaft zu berufen, zu schlechten Ergebnissen, obendrein verpasste das Team mit der WM 2006 erstmals ein Turnier. Nach der Widerrufung der Entscheidung erreichten die Waliserinnen ihr bestes Ergebnis beim Six Nations mit einem Sieg über Frankreich 2006, Siegen über Schottland 2006 und 2007, gleichbedeutend mit dem ersten Sieg über ihren keltischen Nachbarn in zehn Jahren, 2009 gewannen sie nach einem Sieg über England erstmals auch die Triple Crown. 2007 beteiligte sich Wales an der Europameisterschaft um seiner Entwicklungsmannschaft Turniererfahrung zu geben.
Im November 2021 kündigte die WRU an, ihren Spielerinnen erstmals zwölftmonatige Verträge anzubieten. Die Verträge begannen am 1. Januar 2022.

## Stadien
Wie in den Rugbynationen Frankreich, Irland, Italien, Kanada, Neuseeland, Schottland, Südafrika und den Vereinigten Staaten gibt es in Wales kein offizielles „Nationalstadion“, vielmehr werden verschiedene Stadien in Wales verwendet, auch um das Frauenrugby zu verbreiten. Im Rahmen der Six Nations kommen vor allem das Millennium Stadium in Cardiff und Rodney Parade in Newport zum Einsatz.

## Trikot und Logo

Badge des Prince of Wales

Wales spielt traditionell in scharlachroten Trikots mit weißen Hosen und roten Socken. Auf dem Trikot ist die Badge des Prince of Wales aufgestickt.

## Test Matches
Wales hat 81 seiner bisher 249 Test Matches gewonnen, was einer Gewinnquote von 32,53 % entspricht. Die Statistik der Test Matches von Wales gegen alle Nationen, alphabetisch geordnet, ist wie folgt (Stand: 27. April 2025):
| Land               | Spiele | Gewonnen | Unent- schieden | Verloren | % Siege |
| ------------------ | ------ | -------- | --------------- | -------- | ------- |
| Australien         | 6      | 0        | 0               | 6        | 0,00    |
| Deutschland        | 2      | 2        | 0               | 0        | 100,00  |
| England            | 42     | 2        | 0               | 40       | 4,76    |
| Frankreich         | 30     | 4        | 0               | 26       | 13,33   |
| Hongkong           | 2      | 2        | 0               | 0        | 100,00  |
| Irland             | 32     | 17       | 0               | 15       | 53,13   |
| Italien            | 23     | 13       | 1               | 9        | 56,52   |
| Japan              | 2      | 1        | 0               | 1        | 50,00   |
| Kanada             | 14     | 2        | 2               | 10       | 14,29   |
| Kasachstan         | 5      | 3        | 0               | 2        | 60,00   |
| Neuseeland         | 7      | 0        | 0               | 7        | 0,00    |
| Niederlande        | 5      | 2        | 0               | 3        | 40,00   |
| Russland           | 2      | 2        | 0               | 0        | 100,00  |
| Samoa              | 1      | 0        | 0               | 1        | 0,00    |
| Schottland         | 37     | 20       | 0               | 17       | 54,05   |
| Schweden           | 3      | 2        | 0               | 1        | 66,67   |
| Spanien            | 11     | 4        | 0               | 7        | 36,36   |
| Südafrika          | 8      | 6        | 0               | 2        | 75,00   |
| Vereinigte Staaten | 6      | 2        | 0               | 4        | 33,33   |
| Gesamt             | 249    | 81       | 3               | 156      | 32,53   |

## Rivalitäten mit anderen Nationalmannschaften
Wales pflegt insbesondere gegen das benachbarte England eine große Rivalität. Wales und England bestritten bisher 42 Test Matches, wovon Wales zwei und England 40 gewann. Bei Weltmeisterschaften spielten beide Mannschaften bisher noch nicht gegeneinander.

## Erfolge

### Weltmeisterschaften
Wales hat sich bisher für acht Weltmeisterschaften qualifiziert. Das beste Resultat war der vierte Platz beim Turnier 1994.
| Jahr | Resultat            | Spiele             | Siege              | Unent.             | Ndlg.              | +/-                | Punkte             |
| ---- | ------------------- | ------------------ | ------------------ | ------------------ | ------------------ | ------------------ | ------------------ |
| 1991 | Plate-Viertelfinale | 3                  | 0                  | 1                  | 2                  | 18:39              | –                  |
| 1994 | 4. Platz            | 5                  | 3                  | 0                  | 2                  | 63:96              | –                  |
| 1998 | 11. Platz           | 5                  | 3                  | 0                  | 2                  | 181:75             | –                  |
| 2002 | 10. Platz           | 4                  | 2                  | 0                  | 2                  | 126:50             | 4                  |
| 2006 | nicht qualifiziert  | nicht qualifiziert | nicht qualifiziert | nicht qualifiziert | nicht qualifiziert | nicht qualifiziert | nicht qualifiziert |
| 2010 | 9. Platz            | 5                  | 2                  | 0                  | 3                  | 91:109             | 1                  |
| 2014 | 8. Platz            | 5                  | 1                  | 0                  | 4                  | 48:147             | 5                  |
| 2017 | 7. Platz            | 5                  | 2                  | 0                  | 3                  | 78:143             | 5                  |
| 2021 | Viertelfinale       | 4                  | 1                  | 0                  | 3                  | 40:139             | 5                  |
| 2025 | qualifiziert        | qualifiziert       | qualifiziert       | qualifiziert       | qualifiziert       | qualifiziert       | qualifiziert       |
| 2029 | noch ausstehend     | noch ausstehend    | noch ausstehend    | noch ausstehend    | noch ausstehend    | noch ausstehend    | noch ausstehend    |
| 2033 | noch ausstehend     | noch ausstehend    | noch ausstehend    | noch ausstehend    | noch ausstehend    | noch ausstehend    | noch ausstehend    |

### Home Nations / Five Nations / Six Nations
Wales’ einziges jährliches Turnier sind die Six Nations, wo man gegen fünf andere europäische Mannschaften antritt: England, Frankreich, Irland, Italien und Schottland. Die Six Nations begannen 1996 als Home Nations Championship, bestehend aus England, Irland, Schottland und Wales. Frankreich wurde 1999 Teil des Turniers, das damit zu den Five Nations wurde, ehe sich Spanien 2002 dem Turnier anschloss und 2007 durch Italien ersetzt wurde, das seitdem als Six Nations firmiert.
- erstmalige Teilnahme 1996, noch kein Turniersieg

### Europameisterschaften
In der Vergangenheit beteiligte sich die walisische Nationalmannschaft an den Europameisterschaften, dabei gelang jedoch kein Turniersieg.

## Spielerinnen

### Aktueller Kader
Die folgenden Spielerinnen bildeten den Kader während der Six Nations 2025:
| Spielerin          | Position         | Verein              | Länderspiele |
| ------------------ | ---------------- | ------------------- | ------------ |
| Keira Bevan        | Gedrängehalb     | Bristol Bears       | 68           |
| Meg Davies         | Gedrängehalb     | Gloucester-Hartpury | 05           |
| Sian Jones         | Gedrängehalb     | Gwalia Lightning    | 10           |
| Ffion Lewis        | Gedrängehalb     | Bristol Bears       | 0            |
| Robyn Wilkins      | Verbinderin      | Sale Sharks         | 70           |
| Carys Cox          | Innendreiviertel | Ealing Trailfinders | 13           |
| Lleucu George      | Innendreiviertel | Gloucester-Hartpury | 27           |
| Hannah Jones       | Innendreiviertel | Gloucester-Hartpury | 58           |
| Kerin Lake         | Innendreiviertel | Gwalia Lightning    | 51           |
| Catherine Richards | Innendreiviertel | Gwalia Lightning    | 02           |
| Hannah Bluck       | Außendreiviertel | Brython Thunder     | 13           |
| Jasmine Joyce      | Außendreiviertel | Bristol Bears       | 42           |
| Courtney Keight    | Außendreiviertel | Bristol Bears       | 15           |
| Lisa Neumann       | Außendreiviertel | Harlequins          | 40           |
| Jenny Hesketh      | Schlussfrau      | Bristol Bears       | 08           |
| Nel Metcalfe       | Schlussfrau      | Gloucester-Hartpury | 07           |
| Kayleigh Powell    | Schlussfrau      | Harlequins          | 20           |

| Spielerin             | Position               | Mannschaft          | Länderspiele |
| --------------------- | ---------------------- | ------------------- | ------------ |
| Rosie Carr            | Haklerin               | Brython Thunder     | 02           |
| Kelsey Jones          | Haklerin               | Gloucester-Hartpury | 42           |
| Carys Phillips        | Haklerin               | Harlequins          | 79           |
| Molly Reardon         | Haklerin               | Gwalia Lightning    | 08           |
| Abbey Constable       | Pfeiler                | Leicester Tigers    | 10           |
| Maisie Davies         | Pfeiler                | Gwalia Lightning    | 01           |
| Gwenllian Pyrs        | Pfeiler                | Sale Sharks         | 42           |
| Donna Rose            | Pfeiler                | Saracens            | 27           |
| Jenni Scoble          | Pfeiler                | Gwalia Lightning    | 01           |
| Gwen Crabb            | Zweite-Reihe-Stürmerin | Gloucester-Hartpury | 28           |
| Georgia Evans         | Zweite-Reihe-Stürmerin | Saracens            | 31           |
| Natalia John          | Zweite-Reihe-Stürmerin | Brython Thunder     | 43           |
| Alaw Pyrs             | Zweite-Reihe-Stürmerin | Gwalia Lightning    | 0            |
| Alex Callender        | Flügelstürmerin        | Harlequins          | 41           |
| Abbie Fleming         | Flügelstürmerin        | Harlequins          | 23           |
| Gwennan Hopkins       | Flügelstürmerin        | Gwalia Lightning    | 05           |
| Alisha Joyce-Butchers | Flügelstürmerin        | Bristol Bears       | 54           |
| Bryonie King          | Flügelstürmerin        | Gwalia Lightning    | 06           |
| Bethan Lewis          | Flügelstürmerin        | Gloucester-Hartpury | 51           |
| Kate Williams         | Flügelstürmerin        | Gloucester-Hartpury | 16           |

### Bekannte Spielerinnen
Eine ehemalige walisische Spielerin wurde aufgrund ihrer herausragenden Leistungen in die World Rugby Hall of Fame aufgenommen:
| Spielerin    | Position    | Aufnahme |
| ------------ | ----------- | -------- |
| Liza Burgess | Nummer Acht | 2018     |